# Кам'янець-Подільська дієцезія
Кам'янець-Подільська дієцезія (лат. Dioecesis Camenecensis Latinorum) — дієцезія (єпархія) Римо-католицької церкви в Україні з центром в Кам'янці-Подільському. Заснована 1378 року, відновлювалася в 1918 і в 1991 роках. Підпорядкована Львівській митрополії (архидієцезії). Територія охоплює Хмельницьку і Вінницьку області.

## Історія

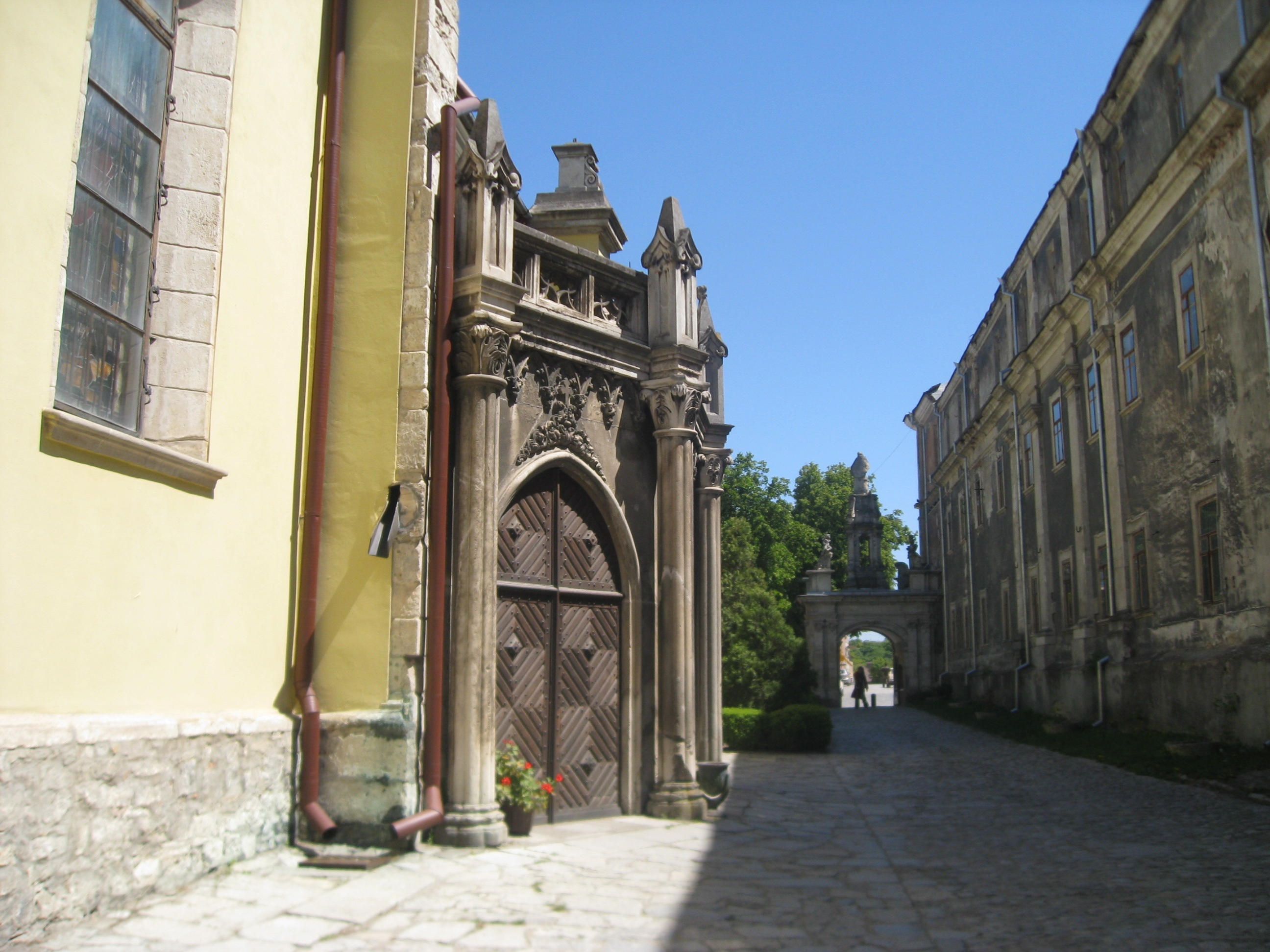
Неоготична крухта кам'янецької катедри

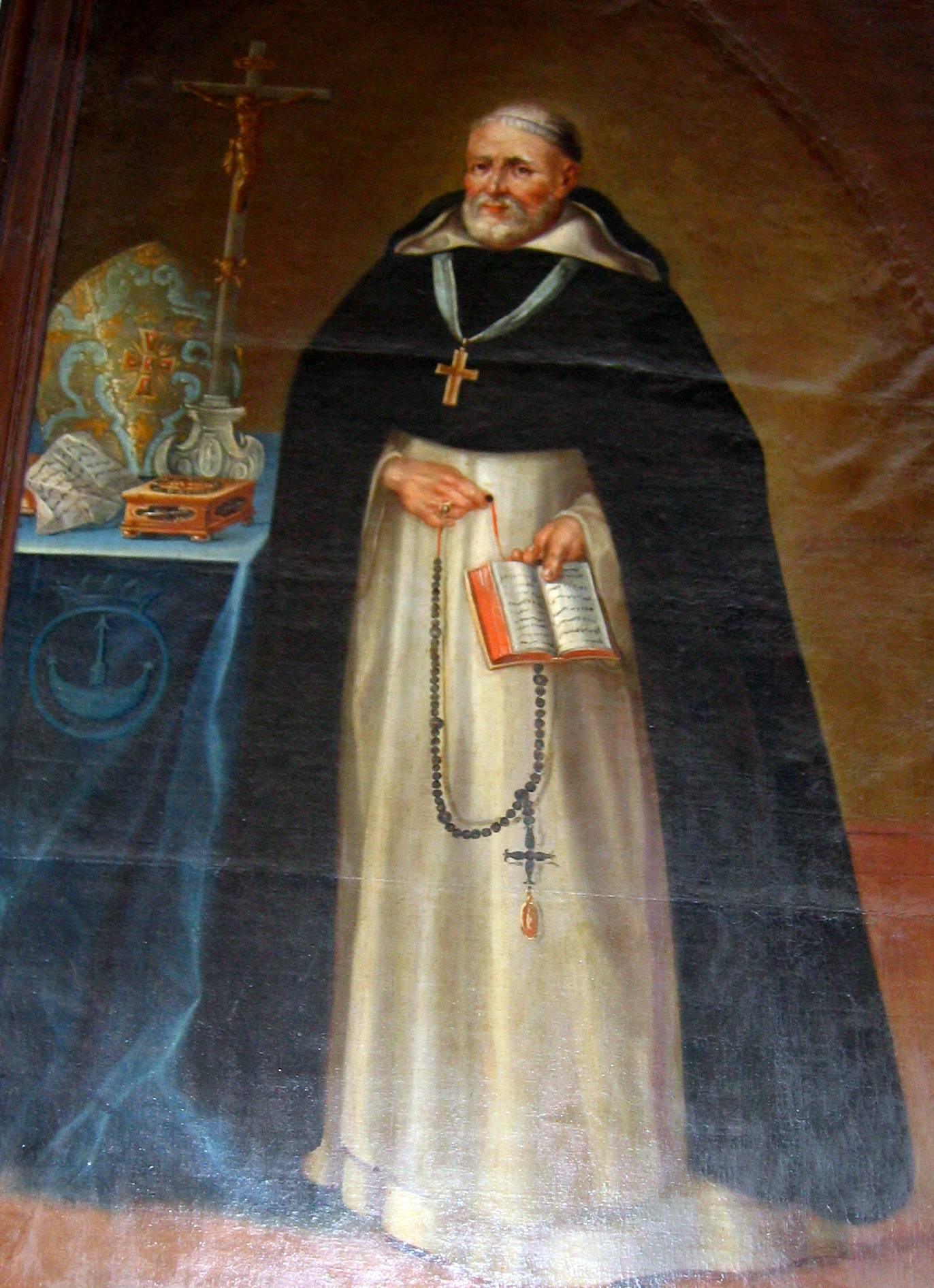
Піотр єпископ Кам'янець-Подільський XVII ст.

Князі Костянтин та Василь Коріятовичі запропонували Папі Римському через значну католицьку громаду в місті та її віддаленість від інших тодішніх єпископських резиденцій заснувати в місті єпархію РКЦ. У 1378 році у Папа римський Григорій XI заснував в Кам'янці, який в цей період входив до складу Великого князівства Литовського католицьку єпархію. Папа Урбан VI справу доручив його легату — кардиналу, архиєпископу остергомському Деметріусу у 1379—1385 роках, вказав кандидатом на посаду якогось А.
Першим єпископом став:
- Вільгельм з ордена домініканців
- за іншими версіями, деякий А — це єпископ Александер, який певний час перебував, добре діяв в цих землях.[2][3]

У цей же час в місті був побудований перший дерев'яний Кафедральний собор. З XV століття Кам'янець у складі Королівства Польського, кафедра єпископа в місті зберігалася весь час аж до загибелі цієї держави за винятком періоду 1672–1699 років, коли Кам'янець перебував під владою Османської імперії і кам'янецький єпископ резидував у Львові.
У 1792 році в результаті Другого поділу Речі Посполитої Кам'янець увійшов до складу Російської імперії. Катерина II провела реорганізацію латинських єпархій на придбаних землях. Кам'янець-Подільський став центром Кам'янецької і Самогітської єпархії, якій були підпорядковані кілька суфраганних дієцезій. Згодом Кам'янецька та Самогітська єпархія була розділена, Кам'янець-Подільський знову став центром Кам'янецькій єпархії. Статус Кам'янця центром однієї з латинських католицьких єпархій Російської імперії був підтверджений в конкордаті між Святим Престолом і Росією 3 серпня 1847 року.
Польське повстання 1863 року і його придушення супроводжувалося низкою репресивних заходів по відношенню до Католицької церкви. У 1865 році Кам'янець-Подільська дієцезія була ліквідована російською владою, у 1883—1918 роках колишній дієцезія мала статус Апостольської адміністратури. 22 вересня 1918 року Кам'янецька єпархія, територія якої входила до складу Української держави гетьмана Скоропадського, була відновлена. Відновлення єпархії було схвалено Святим Престолом.

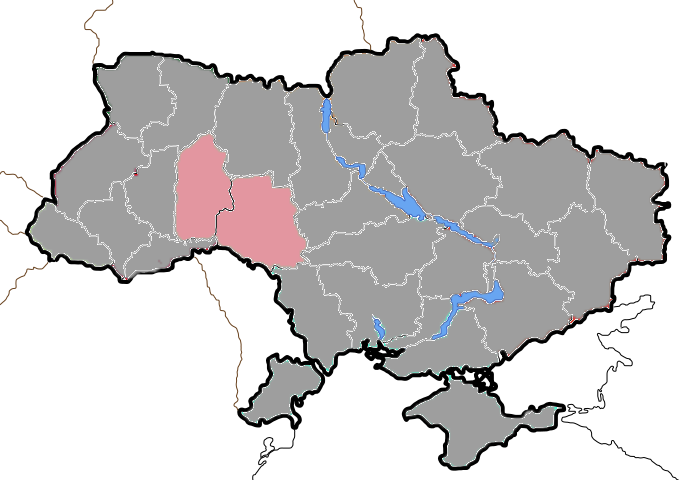
Кам'янець-Подільська дієцезія на карті України

Зі встановленням Радянської влади Католицька церква зазнала репресій. Кам'янецький єпископ Пйотр Маньковський був арештований в 1923 році і згодом висланий до Польщі (Бучач). У 1926—1930 роках функції апостольського адміністратора Кам'янця-Подільського виконував священик Ян Свідерський. У 1930 році і він був, у свою чергу, арештований і двома роками пізніше висланий до Польщі, після чого Кам'янецька єпархія фактично припинила своє існування.
Друге відновлення єпархії відбулося у 1991 році після повалення радянської влади та відновлення державної незалежності України. 16 січня 1991 року єпископом Кам'янця став Ян Ольшанський. 4 травня 2002 року його змінив Максиміліан Леонід Дубравський. 
У травні 2002 року на частині території кам'янецького дієцезії було утворено дві нові єпархії — Харківсько-Запорізьку і Одесько-Сімферопольську. Допоміжним єпископом з 20 жовтня 2006 до 27 жовтня 2020 року служив Ян Нємец.
1 липня 2025 року правлячим єпископом призначено Едварда Каву OFMconv дотеперішнього єпископа-помічника Львівської архидієцезії.

## Структура

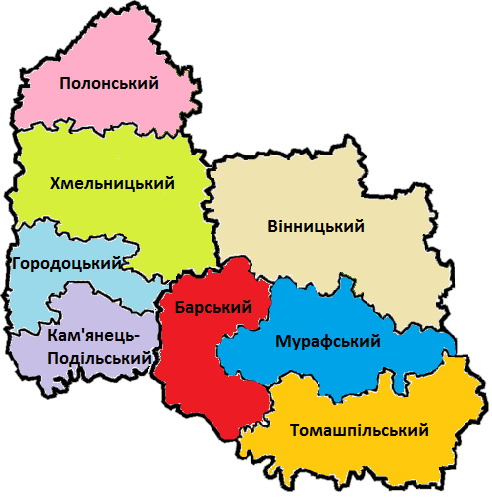
Карта деканатів Кам'янець-Подільської дієцезії

Кафедра єпископа знаходиться в Кам'янці-Подільському. Кафедральний собор єпархії — собор апостолів Петра і Павла. Дієцезія підпорядкована Львівській митрополії. Територія дієцезії має площу 47 100 км². Згідно з даними довідника catholic-hierarchy станом на 2011 рік у єпархії налічувалося близько 250 тисяч католиків та 158 священиків.
До дієцезії входять такі деканати:
- Бар
- Хмельницький
- Городок
- Кам'янець-Подільський
- Мурафа
- Полонне
- Томашпіль
- Вінниця